# Boiska (gromada)
Boiska – dawna gromada, czyli najmniejsza jednostka podziału terytorialnego Polskiej Rzeczypospolitej Ludowej w latach 1954–1972.
Gromady, z gromadzkimi radami narodowymi (GRN) jako organami władzy najniższego stopnia na wsi, funkcjonowały od reformy reorganizującej administrację wiejską przeprowadzonej jesienią 1954 do momentu ich zniesienia z dniem 1 stycznia 1973, tym samym wypierając organizację gminną w latach 1954–1972.
Gromadę Boiska z siedzibą GRN w Boiskach (Kolonii) utworzono – jako jedną z 8759 gromad na obszarze Polski – w powiecie kraśnickim w woj. lubelskim na mocy uchwały nr 10 WRN w Lublinie z dnia 5 października 1954. W skład jednostki weszły obszary dotychczasowych gromad Boiska Stare, Boiska, Sosnowa Wola, Stefanówka i Ugory ze zniesionej gminy Dzierzkowice w tymże powiecie. Dla gromady ustalono 15 członków gromadzkiej rady narodowej.
1 stycznia 1956 gromadę włączono do powiatu opolsko-lubelskiego w tymże województwie.
29 lutego 1956 z gromady Boiska wyłączono wieś Sosnowa Wola, włączając ją do gromady Dzierzkowice Wola w powiecie kraśnickim w tymże województwie.
1 stycznia 1957 z gromady Boiska wyłączono kolonię Sosnowa Wola (Dębina) oraz kolonię Sosnowa Wola nr 3 i 4, włączając je do gromady Dzierzkowice Wola w powiecie kraśnickim w tymże województwie.
1 stycznia 1960 do gromady Boiska włączono obszar zniesionej gromady Idalin w tymże powiecie.
1 stycznia 1962 gromadę zniesiono, włączając jej obszar do gromady Prawno w tymże powiecie.